# Chärstelenbach
Le Chärstelenbach est un cours d'eau du canton d'Uri en Suisse centrale. Il coule sur 11,8 km dans le Val de Fier (en) et se jette dans la Reuss, un affluent de l'Aar. Il s'agit de l'affluent de la Reuss le plus riche en eau avant l'embouchure de celle-ci dans l'Urnersee (de).

## Parcours
Le Chärstelenbach prend sa source au glacier Hüfi (en), entre le Schärhorn et le Düssi près de la frontière du canton des Grisons. Peu après sa formation, il alimente le Hüfisee. Il coule ensuite vers le sud-ouest et se fait rejoindre par le Brunnibach et le Etzlibach en sa rive gauche, puis il rencontre le Chärstelenbachbrücke (de) avant de se jeter dans la Reuss à Amsteg.